# Спагеттификация

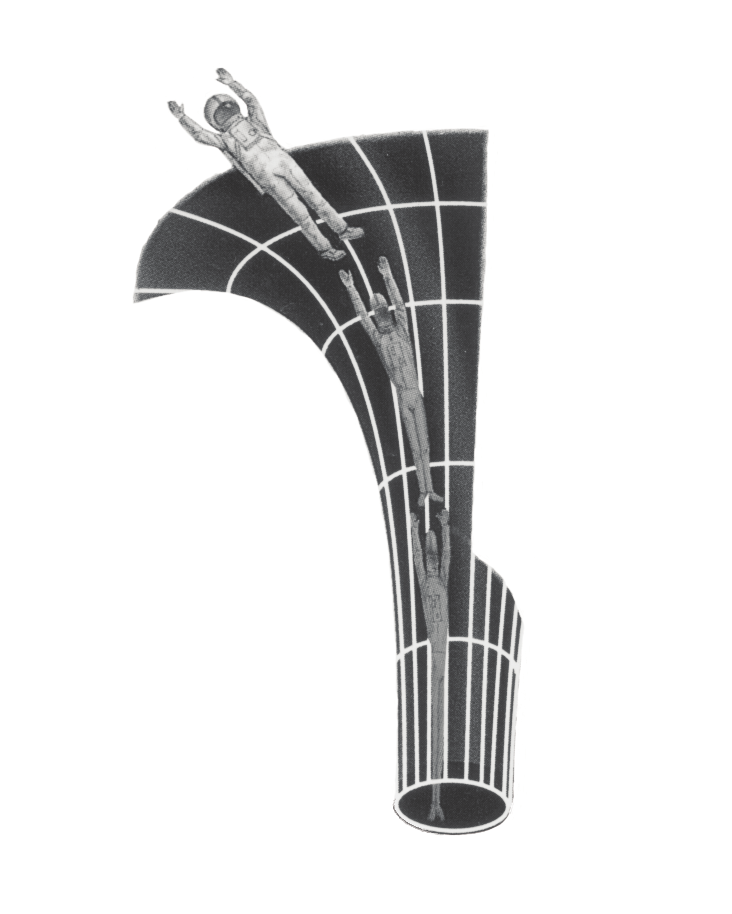
Падение астронавта в черную дыру (схематическая иллюстрация эффекта спагеттификации)

Спагеттифика́ция (англ. Spaghettification) — астрофизический термин (также иногда имеющий наименование «Эффе́кт лапши́») для обозначения сильного растяжения объектов по вертикали и горизонтали (то есть уподобления их виду спагетти), вызванного большой приливной силой в очень сильном неоднородном гравитационном поле. В предельных случаях, когда объекты находятся возле чёрных дыр, деформация при подобном растяжении настолько сильна, что никакой объект не может сохранить свою структуру.
Стивен Хокинг, иллюстрируя этот термин в книге «Краткая история времени», приводит в качестве примера полёт гипотетического космонавта, который, пролетая через горизонт событий чёрной дыры, «растягивается, как спагетти» гравитационным градиентом. При этом термин «спагеттификация» появился до публикации книги Хокинга.

## Простой пример спагеттификации

Пример спагеттификации

Четыре объекта (обозначены на схеме зелёными точками) движутся в гравитационном поле по направлению к центру небесного тела. В соответствии с законом обратных квадратов, ближайший к небесному телу объект испытывает наибольшее ускорение, и если представить все четыре объекта частями одного, более крупного объекта, то очевидно, что он будет деформироваться за счёт приливных сил, и при соответствующей величине этих сил будет либо разорван, либо «вытянут».

## Примеры слабых и сильных приливных сил

Приливные силы, действующие на сферическое тело в неоднородном гравитационном поле. Эффект происходит от массивного тела, расположенного справа. Длинные стрелки указывают на бо́льшие по величине силы

В случае однородного по плотности протяжённого сферического тела удаётся представить создаваемое им гравитационное поле как поле точечного источника, обладающего массой, равной массе протяжённого тела, сосредоточенной в его геометрическом центре. В случае взаимодействия двух тел с различной массой это даёт {\displaystyle F={\frac {\mu lm}{4r^{3}}}}, где {\displaystyle \mu } — гравитационный параметр более массивного тела, l — длина верёвки или стержня, m — масса верёвки или стержня, а r — расстояние до массивного тела.
У более массивного тела приливная сила достигает максимального значения вблизи поверхности, и это максимальное значение зависит только от средней плотности массивного тела (до тех пор, пока меньшее тело незначительно по размерам по сравнению с более массивным). Например, для тела с массой 1 кг и длиной 1 м, и массивного тела с средней плотностью, равной плотности Земли, максимальное значение приливной силы составит только 0,4 μN.
В случае звезды — белого карлика, обладающей высокой плотностью, приливная сила гораздо сильнее, и для малого тела с теми же параметрами достигнет уже величины 0,24 N. Ещё больше увеличится приливная сила на поверхности нейтронной звезды: если тело из предыдущих примеров будет падать на нейтронную звезду массой в 2,1 солнечной массы, то оно разрушится на расстоянии 190 км от центра нейтронной звезды (типичный радиус нейтронной звезды составляет около 12 км).
В случае приближения к чёрной дыре любой объект или человек будет разрушен приливными силами, поскольку их величина возрастает до бесконечности, и таким образом, падающий в чёрную дыру объект растягивается в тонкую полоску материи. По мере приближения к сингулярности, приливные силы могут разорвать даже межмолекулярные связи.

## Внутри и вне горизонта событий
Расположение точки, в которой приливные силы достигают такой величины, что разрушают попавший туда объект, зависит от размера чёрной дыры. Для сверхмассивных чёрных дыр, как, например, расположенных в центре Галактики, эта точка лежит в пределах их горизонта событий, поэтому гипотетический космонавт может пересечь их горизонт событий, не замечая никаких деформаций, но после пересечения горизонта событий его падение к центру чёрной дыры уже неизбежно. Для малых чёрных дыр, у которых радиус Шварцшильда гораздо ближе к сингулярности, приливные силы убьют космонавта ещё до достижения им горизонта событий. Например, для чёрной дыры с массой в 10 масс Солнца на расстоянии в 1000 километров от неё, приливная сила составит 325 Н, объект будет разрушен на расстоянии в 320 км от неё, а её радиус Шварцшильда составляет 30 км. Для чёрной дыры с массой 10 тысяч солнечных масс дистанция разрушения составит 3200 км, а радиус Шварцшильда — 30 000 км.